# Papilio cresphontes
Papilio cresphontes is een vlinder uit de familie van de pages (Papilionidae). De wetenschappelijke naam van de soort is voor het eerst geldig gepubliceerd in 1777 door Pieter Cramer. De vleugelspanwijdte kan tot 13 centimeter oplopen.

## Verspreiding en leefgebied
Deze vlindersoort komt voor van de zuidelijke Verenigde Staten en Mexico tot het noorden van Zuid-Amerika.

## Waardplanten
De waardplanten behoren tot de families Lauraceae en Solanaceae.